# ریدجویل (آلاباما)
ریدجویل (به انگلیسی: Ridgeville) شهری در شهرستان اتوا ایالت آلاباما است که مساحت آن ۲٫۱۳ کیلومتر مربع است و در سرشماری سال ۲۰۱۰ میلادی، ۱۱۲ نفر جمعیت داشته و تراکم جمعیتی آن، ۵۲٫۵۸ نفر در هر کیلومتر مربع بوده است.